# La polveriera
(il travestito/narratore nel Cabaret Balkan)
La polveriera (Bure baruta) è un film del 1998 diretto da Goran Paskaljević.

## Trama
Belgrado, fine anni '80, in una notte i protagonisti di tante vicende violente si incontrano.
Un ragazzo mentre guida l'auto urta, senza volerlo, un'altra auto. Il proprietario dell'auto incidentata va a casa sua con l'intenzione di vendicarsi e lo costringe alla fuga.
Un autista di taxi incontra in un bar un ex poliziotto messo molto male fisicamente a causa di un pestaggio che gli ruppe molte ossa. L'autista gli rivela che era stato lui a storpiarlo, per vendicarsi di un pestaggio che a sua volta subì dal poliziotto e che lo rese sterile.
Due grandi amici, mentre praticano pugilato, si rivelano reciproci tradimenti. Mentre fanno la doccia uno dei due uccide l'altro ed è costretto a scappare.
Un giovane ragazzo decide di sequestrare un autobus perché il suo conducente è in ritardo. Una volta fermatosi e raggiunto dal legittimo conducente riceverà un duro colpo di chiave inglese sulla testa, che probabilmente lo uccide.
Un uomo maturo torna a Belgrado dopo tanti anni, deciso a riconquistare quella che era la sua donna che nel frattempo si è fidanzata. Verrà ucciso dal nuovo ragazzo della donna.
Una giovane coppia di sposini, mentre sta litigando, viene sequestrata e condotta in un deposito di esplosivi. Il marito, un giovane macedone, riuscirà a liberarsi ed a uccidere uno dei due sequestratori, quello che stava per violentare la moglie.
Il finale del film fa capire come la Iugoslavia sia un paese che esploderà di lì a poco, come una polveriera.